# Uwielbienie po Komunii
Uwielbienie po Komunii – w Kościele katolickim element obrzędów komunijnych w Liturgii eucharystycznej. Modlitwa wielbiąca Boga za dar Jezusa Chrystusa w Duchu Świętym.

## Historia
Kościół w pierwszych wiekach kładł duży nacisk na element dziękczynny w liturgii Didache datowane na początek II wieku lub przełom I i II wieku poucza, by dziękować Bogu za życie, wiarę i nieśmiertelność przyniesione przez Jezusa Chrystusa. Święty Jan Chryzostom, żyjący na przełomie IV i V wieku, piętnował tych, którym brakowało czasu na dziękczynienie. Rozwój modlitw dziękczynnych widoczny jest przede wszystkim w kościele wschodnim. W liturgii rzymskiej ograniczono się do dziękowania za uczynienie godnym przyjęcia Jezusa. Podobna myśl wyrażona była w modlitwie po Komunii. Samo dziękczynienie odbywało się po zakończeniu liturgii. Kapłan odprawiał dziękczynienie w zakrystii, zaś wierni modlili się w ciszy, zostając jeszcze przez chwilę w kościele.

## Uwielbienie
Pojęcie „uwielbienie” oznacza chwałę, jaką Bóg otoczony jest ze strony swych stworzeń. Przykładem uwielbienia w Piśmie Świętym jest modlitwa Magnificat, która w pierwszej części składa się z pieśni pochwalnej, a następnie wyraża przyczyny uwielbienia. Według świętego Leona Wielkiego „całe Ciało Chrystusa miało się dowiedzieć, jaka je oczekuje przemiana, i w jakiej chwale mogą uczestniczyć jego członki”. W Komunii Świętej człowiek jednoczy się z Chrystusem i dzięki temu może wielbić Boga.
Punktem kulminacyjnym mszy jest przyjęcie Komunii Świętej, które wzywa do uwielbienia Boga.

## Dziękczynienie
Uwielbienie łączy się z dziękczynieniem Bogu za dar przyjęcia Ciała Chrystusa oraz za inne łaski. Święta Faustyna Kowalska tak zapisała w swoim Dzienniczku słowa Jezusa zachęcającego do uwielbienia: Wiedz o tym, córko Moja, kiedy przychodzę w Komunii Św. do serca ludzkiego, mam ręce pełne łask wszelkich, pragnę je oddać duszy, ale dusze nawet nie zwracają uwagi na Mnie pozostawiają Mnie samego, a zajmują się czym innym. O jak mi smutno, że dusze nie poznały Miłości. Obchodzą się ze mną jak z czymś martwym..
Ach, jak mnie to boli, że dusze tak mało się łączą ze mną w Komunii św. Czekam na dusze, a one są dla mnie obojętne. Kocham je tak czule i szczerze, a one mi nie dowierzają. Chcę je obsypać łaskami – one przyjąć ich nie chcą. Obchodzą się ze mną, jak z czymś martwym, a przecież mam serce pełne miłości i miłosierdzia. – Abyś poznała choć trochę mój ból, wyobraź sobie najczulszą matkę, która bardzo kocha swe dzieci, jednak te dzieci gardzą miłością matki; rozważ jej ból, nikt jej nie pocieszy. To słaby obraz i podobieństwo mojej miłości.”.

## Współczesna liturgia
Sobór watykański II włączył uwielbienie w ramy odnowionej liturgii. Obrzęd uwielbienia rozpoczyna się po rozdzieleniu Komunii Świętej, kiedy kończy się puryfikacja, a celebrans powrócił na miejsce przewodniczenia.

### Treść uwielbienia
Ustanowienie Uwielbienia częścią liturgii pociągnęło za sobą doprecyzowanie tekstów modlitw i doboru pieśni. Jako przykład pieśni, które powinny być wykonywane podano Psalm 34 (33), Psalm 150 oraz kantyki „Benedicite” (Błogosławcie Pana) i „Benedictus” (Błogosławiony jesteś). Nie są odpowiednie dla tego obrzędu pieśni skierowane do Jezusa Chrystusa, między innymi „Duszo Chrystusowa”, „Cóż Ci Jezu damy”, śpiewy adoracyjne itp. Używa się natomiast pieśni wielbiących Boga Ojca, za i przez Jezusa Chrystusa w Duchu Świętym, takich jak „Czego chcesz od na Panie”, lub całą Trójcę Świętą. Takie rozumienie Uwielbienia wynika z właściwego pojęcia Eucharystii, jako dziękczynienia Bogu i jego uwielbienia. Uwielbienie Ojca staje się możliwe jedynie przez Chrystusa i z Chrystusem.

## Formy uwielbienia
Uwielbienie powinno mieć formę milczenia, słuchania muzyki lub wspólnego śpiewu:
- milczenie – Apostołowie po usłyszeniu głosu z Nieba zachowali milczenie. Milczenie wyraża szacunek do Boga i otwiera na słuchanie Boga;
- wspólny śpiew o treści odpowiedniej do charakteru tego obrzędu;
- muzyka – instrumentalna, wokalna, wokalno-instrumentalna, wykonywana przez chór, scholę, zespół instrumentalny czy organistę; wierni uczestniczą w obrzędzie uwielbienia słuchając.

### Postawy liturgiczne
Ogólne wprowadzenie do Mszału Rzymskiego nie przewiduje żadnej określonej postawy liturgicznej. Przyjmuje się, że każda nadaje się do wyrażenia uwielbienia:
- stojąca – wyraża szacunek; należy przyjąć ją w czasie śpiewania hymnu (Te Deum, Magnificat);
- siedząca – ułatwia refleksje, medytację;
- klęcząca – ułatwia modlitwę.

Postawa liturgiczna powinna zależeć od formy uwielbienia. Nie powinna zakłócać wspólnego charakteru modlitwy. Niewłaściwe jest zatem klęczenie, gdy wszyscy stoją bądź siedzą.